# Яснополянська сільська рада (Ташлинський район)
Яснополя́нська сільська рада (рос. Яснополянский сельский совет) — сільське поселення у складі Ташлинського району Оренбурзької області Росії.
Адміністративний центр — селище Ясна Поляна.

## Населення
Населення — 1573 особи (2019; 1750 в 2010, 1822 у 2002).

## Склад
До складу сільської ради входять:
| Населений пункт     | Населення, осіб (2002) | Населення, осіб (2010) |
| ------------------- | ---------------------- | ---------------------- |
| Восходящий, селище  | 336                    | 320                    |
| Зерновий, селище    | 267                    | 261                    |
| Солнечний, селище   | 421                    | 409                    |
| Ясна Поляна, селище | 798                    | 760                    |